# Infliximab
Infliximab, un anticorp monoclonal himeric, vândut printre altele sub marca Remicade, este un medicament folosit pentru a trata o serie de boli autoimune. Aceasta include boala Crohn, colita ulcerativă, artrita reumatoidă, spondilita anchilozantă, psoriazisul, artrita psoriazică și boala Behçet. Se administrează prin injectare lentă într-o venă, de obicei la intervale de șase până la opt săptămâni.
Reacțiile adverse frecvente includ infecții, reacții acute la perfuzie și dureri abdominale. Infliximab este un anticorp monoclonal himeric biologic. Se pare că funcționează prin legarea și neutralizarea TNF-α, împiedicându-l să interacționeze cu receptorii săi de pe celulă. TNF-α este un mesager chimic (citokină) și o parte cheie a reacției autoimune.
Infliximab a fost dezvoltat inițial la șoareci ca anticorp de șoarece. Deoarece oamenii au reacții imune la proteinele de șoarece, domeniile comune de șoarece au fost înlocuite cu domenii similare de anticorpi umani. Sunt anticorpi monoclonali și au structuri și afinități identice față de țintă. Deoarece sunt o combinație de secvențe de aminoacizi de anticorpi de șoarece și umani, ele sunt numite „anticorp monoclonal himeric”.
Infliximab a fost aprobat pentru uz medical în Statele Unite în 1998 și în Uniunea Europeană în august 1999. Biosimilarele de infliximab au fost aprobate în UE (2013), în Japonia (2014) și în Statele Unite (2016, 2017, 2019). Este pe Lista de medicamente esențiale a Organizației Mondiale a Sănătății.